# Lukoml kraftværk
 Lukoml kraftverk  er et varmekraftværk i Hviderusland, som er beliggende i byen Novalukolm i Vitebsk voblast. Det har en installeret produktionskapacitet på 2400 MW, fordelt på 8 turbiner. Dette er et af Øst-Europas største kraftværker målt efter effekt. Anlægget blev påbegyndt omkring 1965 og stod færdigt i 1972. Brændselskilden er naturgas og olie.

## Links
- IndustCards Arkiveret 28. marts 2010 hos  Wayback Machine

54°40′51.34″N 29°8′5.27″Ø / 54.6809278°N 29.1347972°Ø
| Firma | Spire Denne artikel om et firma eller en virksomhed er en spire som bør udbygges. Du er velkommen til at hjælpe Wikipedia ved at udvide den. |